# New York City Marathon 1980
De New York City Marathon 1980 werd gelopen op zondag 26 oktober 1980. Het was de elfde editie van deze marathon.
Bij de mannen finishte de Amerikaan Alberto Salazar als eerste in 2:09.41. De Noorse Grete Waitz won voor de derde achtereenvolgende maal bij de vrouwen in 2:25.41,3. Tevens verbeterde zij voor de derde keer op rij niet alleen het parcoursrecord, maar ook het wereldrecord op de marathon.
In totaal finishten 12.512 marathonlopers de wedstrijd, waarvan 10.890 mannen en 1622 vrouwen.

## Uitslagen

### Mannen
| rang   | naam                 | land | tijd      |
| ------ | -------------------- | ---- | --------- |
| Goud   | Alberto Salazar      | USA  | 2:09.41   |
| Zilver | Rodolfo Gomez        | MEX  | 2:10.13   |
| Brons  | John Graham          | SCO  | 2:11.46,5 |
| 4      | Jeff Wells           | USA  | 2:11.59,4 |
| 5      | Bill Rodgers         | USA  | 2:13.20,3 |
| 6      | Inge Simonsen        | NOR  | 2:13.28,3 |
| 7      | Trevor Wright        | ENG  | 2:13.31,0 |
| 8      | Ryszard Marczak      | POL  | 2:13.45,1 |
| 9      | Dick Beardsley       | USA  | 2:13.56,0 |
| 10     | Frank Richardson     | USA  | 2:14.27,8 |
| 11     | Christopher Garforth | ENG  | 2:14.28,7 |
| 12     | Ricardo Ortega       | ESP  | 2:14.44,6 |
| 13     | Oyvind Dahl          | NOR  | 2:15.06,9 |
| 14     | Michelangelo Arena   | ITA  | 2:15.16,2 |
| 15     | Emmanuel Ndiemandoi  | TAN  | 2:15.46,3 |
| 16     | Jaime White          | USA  | 2:16.38,6 |
| 17     | Ferenc Szekeres      | HUN  | 2:17.19,0 |
| 18     | Kevin Mccarey        | USA  | 2:17.20,7 |
| 19     | Roy Kulikowski       | USA  | 2:17.50,6 |
| 20     | Norman Wilson        | ENG  | 2:17.58,5 |
| 21     | Jerome Drayton       | CAN  | 2:17.58,8 |
| 22     | Christopher Stewart  | ENG  | 2:17.59,0 |
| 23     | Herman Parmentier    | BEL  | 2:18.08,6 |
| 24     | Rick Callison        | USA  | 2:18.15,8 |
| 25     | Esa Tikkanen         | FIN  | 2:18.29,1 |

### Vrouwen
| rang   | naam               | land | tijd      |
| ------ | ------------------ | ---- | --------- |
| Goud   | Grete Waitz        | NOR  | 2:25.41,3 |
| Zilver | Patti Catalano     | USA  | 2:29.33,6 |
| Brons  | Ingrid Kristiansen | NOR  | 2:34.24,9 |
| 4      | Carol Gould        | ENG  | 2:35.05,5 |
| 5      | Gillian Horovitz   | ENG  | 2:37.55,4 |
| 6      | Laurie Binder      | USA  | 2:38.09,3 |
| 7      | Kiki Sweigart      | USA  | 2:40.34,3 |
| 8      | Oddrun Mosling     | NOR  | 2:41.00,5 |
| 9      | Gayle Olinekova    | CAN  | 2:41.32,9 |
| 10     | Jean Chodnicki     | USA  | 2:43.33,8 |
| 11     | Sonja Laxton       | RSA  | 2:43.48,1 |
| 12     | Janice Arenz       | USA  | 2:44.16,0 |
| 13     | Donna Burge        | USA  | 2:44.47,1 |
| 14     | Leslie Watson      | SCO  | 2:45.39,2 |
| 15     | Carol Cook         | USA  | 2:46.09,9 |
| 16     | Karlene Herrell    | USA  | 2:47.23,2 |
| 17     | Kathleen Horton    | USA  | 2:48.08,8 |
| 18     | Sissel Grottenberg | NOR  | 2:48.28,4 |
| 19     | Iciar Martinez     | ESP  | 2:49.01,7 |
| 21     | Jean Kerr          | USA  | 2:50.45   |
| 22     | Vreni Forster      | SUI  | 2:51.29,3 |
| 24     | Katie Mcdonald     | USA  | 2:53.39,2 |

1970 ·
1971 ·
1972 ·
1973 ·
1974 ·
1975 ·
1976 ·
1977 ·
1978 ·
1979 ·
1980 ·
1981 ·
1982 ·
1983 ·
1984 ·
1985 ·
1986 ·
1987 ·
1988 ·
1989 ·
1990 ·
1991 ·
1992 ·
1993 ·
1994 ·
1995 ·
1996 ·
1997 ·
1998 ·
1999 ·
2000 ·
2001 ·
2002 ·
2003 ·
2004 ·
2005 ·
2006 ·
2007 ·
2008 ·
2009 ·
2010 ·
2011 ·
2012 · 
2013 ·
2014 ·
2015 ·
2016 ·
2017 ·
2018 ·
2019 ·
2020 · 
2021 ·
2022 ·
2023 ·
2024